# Jeong Mi-ran
Jeong Mi-ran (정미란?; Sacheon, 20 marzo 1985) è un'ex cestista sudcoreana.

## Carriera
Con la Corea del Sud ha preso parte alle Olimpiadi del 2004, disputando 2 partite.